# وحدن (مسلسل)
وحدن مسلسل اجتماعي تدور فيه القليل من الأحداث الكوميدية والإثارة وهو عمل عربي سوري من إخراج المخرج نجدت إسماعيل أنزور وتأليف ديانا كمال الدين صُورت أحداثه في محافظة السويداء في قرية الغيضة.

## الأحداث
تدور القصة لنساء يتعرضن لاختبار شديد القسوة، عندما يستيقظن ذات يوم ولايجدن أي رجل وهنا تبرز أدوار السيدات في التعامل مع الظروف المجتمعية المختلفة، وبعد مرور الوقت يكتشفوا وجود معسكر لأشخاص أجانب، فاعتقدوا أن هؤلاء قد خطفوا رجال قريتهم، خاصة عندما قام هؤلاء بطلب خريطة الكنز الموجودة بالقرية مقابل إرجاع الرجال لقريتهم.

## الممثلون
- نادين خوري
- أمانة والي
- سحر فوزي
- جهاد الزغبي
- مرح جبر
- سليم صبري
- سوسن ميخائيل
- لمى الحكيم
- هناء نصور
- عامر العلي
- مجد فضة
- فاير قزق
- لوريس قزق
- تماضر غانم
- لجين إسماعيل
- يوسف المقبل
- رشا بلال
- مجد مشرف
- كنان العشعوش
- رشا العظم
- رشا رستم
- علي الإبراهيم
- نادين الشعار
- راما عيسى
- أنس الحاج
- رباب مرهج
- هشام كفارنة
- إيناس رزيق
- هبة زهرة
- لين غرة
- ربى السعدي
- حسام سكاف
- مروان فرحات
- تسنيم باشا
- بلال مارتيني
- ريام كفارنة
- توليب حمودة
- آلاء عفاش
- مروان أبو شاهين